# Чанба, Самсон Яковлевич
Самсо́н Я́ковлевич Ча́нба  (6 [18] июня 1886, село Атара, Сухумский округ — 1937) — абхазский писатель и государственный деятель.

## Биография
Родился в крестьянской семье. Учился в Драндской монастырской школе. В 1914 году окончил Хонийскую учительскую семинарию. Учительствовал.
Писал на абхазском и русском языках; печатался с 1916. Автор романтической поэмы «Дева гор» (1919), первой абхазской драмы «Махаджиры» (1920, поставлена 1928) — об абхазской эмиграции в Турцию, «Апсны Ханым» (1923), «Из прошлых дней» (1929) и др., заложивших основы абхазской национальной драматургии, психологических новелл. Повесть «Сейдык» (1934) — о начальном периоде колхозного строительства — одно из первых значительных произведений абхазской прозы.
С. Я. Чанба составил также «Географию Абхазии» (Сухум, 1925). Редактор газеты «Апсны-Капш» (Красная Абхазия). При участии Самсона Чанба в 1929 создан первый профессиональный абхазский театр.
Член ВКП(б)/КПСС с 1921 года. В 1922—1925 — народный комиссар просвещения ССР Абхазия.
1925 — 17 апреля 1930 председатель ЦИК ССР Абхазия.
17 апреля 1930 — 1932 народный комиссар просвещения ССР — АССР Абхазия.
Во время репрессий 1934—1937 арестован и расстрелян по сталинским спискам.
Посмертно реабилитирован.

## Память

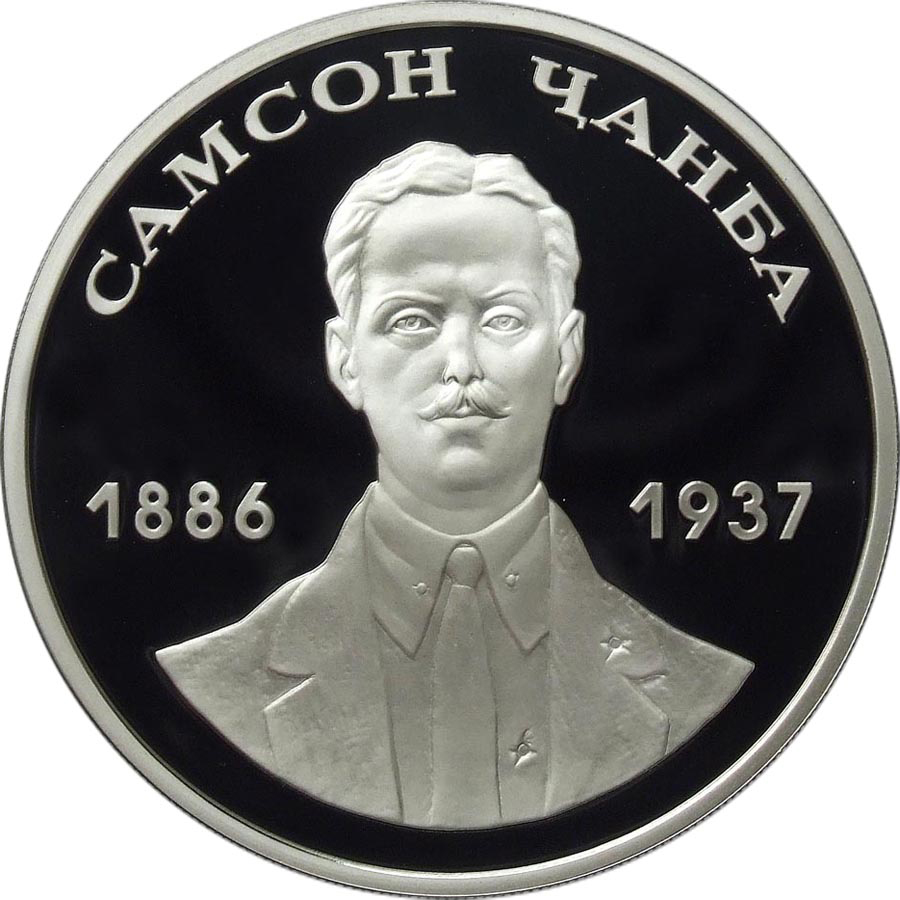
Серебряная монета «Самсон Чанба» номиналом 10 апсаров из серии «Выдающиеся личности Абхазии»

- Имя С. Я. Чанба носит Абхазский государственный театр драмы в Сухуме.
- Его именем названы улицы во многих городах и населённых пунктах Абхазии.
- В 2009 Банк Абхазии выпустил памятную серебряную монету из серии «Выдающиеся личности Абхазии», посвященную Самсону Чанба, номиналом 10 апсаров.